# Novgorodi terület
A Novgorodi terület (oroszul Новгородская область [Návgárodszkájá oblászty]) az Oroszországi Föderációt alkotó jogalanyok egyike (szubjektum), önálló közigazgatási egység. Székhelye Velikij Novgorod. 2010-ben a népessége 634 111 fő volt.

## Földrajz
Északon a Leningrádi területtel, keleten a Vologdai területtel, délen a Tveri területtel, nyugaton pedig a Pszkovi területtel határos. 
Nyugati része az Ilmeny-tó körüli lapos, egyenletes síkság, a keleti pedig dombvidék, a Valdaj-hátság északi része. Legmagasabb pontja a Rijzsoha-hegy (296 m). A terület központi részén található az Ilmeny-tó, Közép-Oroszország egyik legnagyobb tava. Az Ilmeny-tóba ömlő jelentős folyóK: a Mszta, amely a Valdaj-hátság keleti oldalán ered és összegyűjti a terület keleti részének vizeit; a Lovaty, a Polja és a Poliszty folyók, melyek délről ömlenek a tóba, illetve a délnyugatról beömlő Selony. A tóból eredő egyetlen folyó a Volhov, mely a Ladoga-tó egyik jelentős mellékfolyója. 
A déli és a délkeleti részen tartalmazza legnagyobb számban a tavi kerületeket Oroszország európai részén. A legnagyobb tó, a Szeliger-tó a Novgorodi- és a Tveri területen található. Itt helyezkedik el még a Valdaj-tó, a Slino-tó, a Velijo-tó és a Vörös-tó is.

## Történet

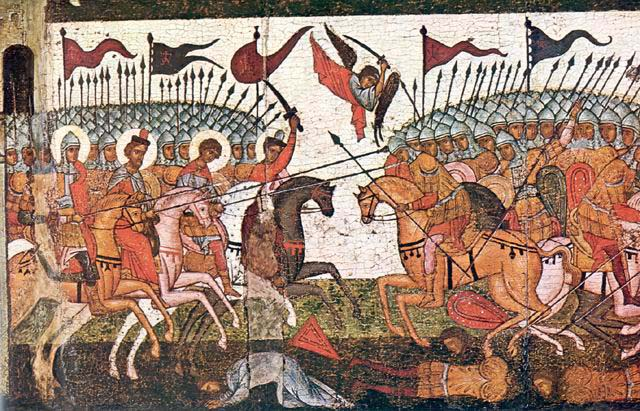
Harc Novgorod és Szuzdal között 1170-ben (a kép 1460-ból való)

Novgorod az egyik legrégebbi székhely volt Oroszországban. Ez feküdt a történelmi varégok kereskedelmi útvonalán, ahol a görögök jártak, a Volhov folyó mentén, majd át az Ilmeny-tavon és a Lovaty folyón, végül a Dnyeper folyóig. A terület székhelyét olyan helyként jelképezik a krónikában, ahol I. Rurik novgorodi fejedelem alapította a Rurik-dinasztiát 862-ben. Később Rurik utóda, Oleg mozgalmat végzett egészen Kijevig, de Novgorod egészen a 15. századig továbbra is fontos szerepet játszott. 1136-ban a fejedelmet száműzték, és az újabban létrejött Novgorodi Köztársaságnak lett a fővárosa, ami a mai Oroszország északnyugati része. 
A 19. század előtti időszakban volt megfigyelhető a drasztikus fejlődés a terület középső és keleti részén. 1851-ben építették ki az első vasútvonalat Szentpétervár és Moszkva között. Ez a vasútvonal azonban ezt a várost nem érintette, hanem megkerülve épült. A vasútépítés előnye, hogy ezáltal a szomszédos területek is fejlődésbe és teremtésbe indultak, mint például Malaja Viserában, Okulovkában, Csudovóban. Később viszont már Szentpétervár és Szonkovo, illetve  Bologoje és Pszkov városa között is építettek vasutat, vagyis meghosszabbították.  
1927. augusztus 27-én eltörölték a kormányzóságot, és az újonnan létrejött Leningrádi területtel olvasztották össze. A második világháborúban, 1941. ősze és 1944. tavasza között a terület nagy részét és a város nyugati oldalát a német csapatok foglalták el. A Novgorodi terület a hosszú és vad csaták egyik helyszíne volt, itt voltak köztük a gyemjanszki katlancsaták és a leningrádi-novgorodi támadó harcok 1944-ben, amikor a szovjetek keresztezték a Volhov folyót. 1944. június 5-én felszabadították a területet és létrehozták a székhely legújabb részeit.
1999-ben a város orosz nevén ismét Velikij Novogorod.

## Legnagyobb városok
A 2010-es népszámlálási adatok szerint:
- Velikij Novgorod – 218.717 fő
- Borovicsi – 53.690 fő
- Sztaraja Russza – 31.809 fő
- Valdaj – 16.098 fő

## Járások
A közigazgatások neve, székhelye és 2010. évi népessége az alábbi:
| Magyar név              | Orosz név           | Székhely         | Lélekszám |
| ----------------------- | ------------------- | ---------------- | --------- |
| Batyeckiji járás        | Батецкий район      | Batyeckij        | 6 335     |
| Borovicsi járás         | Боровичский район   | Borovicsi        | 15 675    |
| Csudovói járás          | Чудовский район     | Csudovo          | 22 011    |
| Gyemjanszki járás       | Демянский район     | Gyemjanszk       | 13 001    |
| Holmi járás             | Холмский район      | Holm             | 6 177     |
| Hvojnajai járás         | Хвойнинский район   | Hvojnaja         | 15 552    |
| Kreszti járás           | Крестецкий район    | Kreszti          | 12 940    |
| Ljubityinói járás       | Любытинский район   | Ljubityino       | 9 744     |
| Malaja Visera-i járás   | Маловишерский район | Malaja Visera    | 17 785    |
| Marjovói járás          | Марёвский район     | Marjovo          | 4 673     |
| Mosenszkojei járás      | Мошенской район     | Mosenszkoje      | 7 309     |
| Novgorodi járás         | Новгородский район  | Velikij Novgorod | 57 673    |
| Okulovkai járás         | Окуловский район    | Okulovka         | 25 808    |
| Parfinói járás          | Парфинский район    | Parfino          | 14 395    |
| Pesztovói járás         | Пестовский район    | Pesztovo         | 21 676    |
| Poddorjei járás         | Поддорский район    | Poddorje         | 4 645     |
| Simszki járás           | Шимский район       | Simszk           | 11 750    |
| Szolci járás            | Солецкий район      | Szolci           | 15 714    |
| Sztaraja Russza-i járás | Старорусский район  | Sztaraja Russza  | 15 063    |
| Valdaji járás           | Валдайский район    | Valdaj           | 26 476    |
| Voloti járás            | Волотовский район   | Volot            | 5 493     |